# 6-Methylisoxanthopterin
6-Methylisoxanthopterin ist eine heterocyclische organische Verbindung und ein Nukleinbasen-Analogon mit einem Isopteringrundgerüst. Es wird zur Fluoreszenzmarkierung verwendet, da es im Gegensatz zu vielen anderen Analoga keine Fluoreszenzlöschung erzeugt, wenn es sich in einer DNA-Doppelhelix befindet, sondern eine drei- bis vierfache Erhöhung der Quantenausbeute. Daher wird es zur Fluoreszenzpolarisationsanisotropie verwendet.